# هیکارو هایاشی
هیکارو هایاشی (انگلیسی: Hikaru Hayashi; ۲۲ اکتبر ۱۹۳۱ – ۵ ژانویهٔ ۲۰۱۲) آهنگساز، نوازنده پیانو، رسانا اهل ژاپن بود.